# Soca (taxonomia)
En taxonomia una soca és una població genèticament uniforme d'organismes. Això pot entendre's maneres força diferents depenent del tipus d'organisme en el que s'apliqui.
En microbiologia i virologia una soca és un subtipus o variant genètica d'un virus o bacteri. Per exemple, una "soca de la grip" és una forma biològica concreta del virus de la grip. Hi ha tècniques de sembra en plaques de petri que en permeten separar "soques" mitjançant la dilució d'organismes i l'aïllament de tota la descendència generada.
En botànica una soca és un grup de plantes amb aparença i propietats semblants però no idèntiques. El terme no té un estatuts oficial.
En zoologia, aplicat sobretot a ratolins i rates, una soca és un grup d'animals genèticament uniforme produït mitjançant una successiva selecció d'animals viables de relacions incestuoses. Així s'obtenen animals homozigots i sense la variabilitat genètica que podria fer nosa en investigacions.